# Mont Sirente
El mont Sirente és una muntanya de 2.347 m que es troba a la província de L'Aquila a la regió dels Abruços (Itàlia), dins la serralada dels Apenins, concretament dels Apenins Centrals. És el pic més alt d'una petita serralada que s'estén durant 13 kilòmetres des de l'Altopiano delle Rocche, el Marsica i la Vall Subequana, finalitzant a la plana de Fucino. El pic està inclòs al Parc Natural Regional de Sirente-Velino.
La cara nord de Sirente es caracteritza per profunds congosts creats per les glaceres durant l'última glaciació del Plistocè. La cara davalla d'una manera més suau cap al Fucino. Molt a prop hi trobem el cràter Sirente.